# El Madania
El Madania (în arabă المدنية) este o comună din provincia Alger, Algeria.
Populația comunei este de 40.301 locuitori (2008).